# On n'est plus des pigeons !
Ne doit pas être confondu avec On n'est pas des pigeons !.
On n'est plus des pigeons !, puis On n'est toujours pas des pigeons ! est un magazine de consommation diffusé sur France.tv Slash. 
Lancée en mai 2013 en format mensuel sous le titre On n’est pas des pigeons, l'émission change de titre et devient hebdomadaire à partir de mars 2014. Elle est issue de l'achat des droits de diffusion en France d'une émission belge On n'est pas des pigeons !. La présentatrice et un groupe de chroniqueurs testent des biens de consommation et vérifient si les promesses commerciales vantées par ceux-ci sont vraies.
Jusqu'en 2016, l'émission était diffusée sur France 4, le lundi à 20 h 50 et était présenté par Claire Barsacq.
En avril 2016, France Télévisions annonce l'arrêt de l'émission à la fin de la saison. Cependant, après la contestation des journalistes, ceux-ci ont décidé de continuer le concept sur l'émission mais sur un format différent sur Internet. 
L'émission annonce son retour sur la chaîne numérique France.tv Slash le 1er avril 2018 et produit de nouvelles enquêtes depuis le 1er octobre 2018.

## Principe de l'émission
Cette émission hebdomadaire est diffusée le lundi à 20 h 50 sur France.tv Slash et permet, autour d'une équipe de journalistes sur le terrain et dans les bureaux (Les Pigeons), de décrypter les codes marketing et dénicher les arnaques et faux semblants pour que le consommateur puisse faire son choix sans se faire escroquer.

## Rubriques

### Saison 1
- La vengeance des pigeons 
 La situation s'inverse, car ici ce sont les Pigeons qui vont prendre leur revanche. Ils vont prendre un fait et retourner la situation. Ils vont jusqu'à adresser un anti-prix, le Pigeon d'Or, sorte de gratification sarcastique, ce qui a été fait avec Renault, Dia et le RSI.
- Les kits de survie 
 Après une rubrique, un kit de survie peut être présenté aux téléspectateurs. Il résume en 4-5 points les astuces et conseils afin de mieux consommer et/ou de mieux se protéger. Il y en a généralement deux par émission et sont présentés sous une forme un peu simpliste et humoristique.
- L’Emmerdeur 
 Dans cette rubrique, Sébastien-Abdelhamid relève des défis afin de tester la véracité de certaines annonces ou la bonne application des lois. Souvent en caméra cachée, il essaye généralement plusieurs enseignes afin de chercher le moindre défaut ou faux pas.

### Saison 2
- Impossible n'est pas pigeons ! 
 Ce petit pastiche met en scène dans une animation de plus d'une minute, deux pigeons démontrant par exemple que vivre sans crédit, sans téléphone portable ou d'autres situations n'est pas impossible en proposant des alternatives.
- Le contrôle technique des pigeons 
 Les Pigeons vont sélectionner un produit et le tester. Rentabilité du produit, concept essentiel ou au contraire totalement inutile, qualité, coût des accessoires... tout est passé au peigne fin pour dénicher les bons plans et éviter les arnaques.
- L’Emmerdeur 
 Cette rubrique est la seule gardée de la première saison. Son concept reste identique.

### Saison 3
- Pimp Mon Plat 
 Dans cette rubrique, Matthieu Guber réinvente des plats industriels. Il demande à des chefs de repenser les plats tout préparés pour en améliorer le goût et la présentation.
- Face aux Pigeons 
 La rubrique "Impossible n'est pas Pigeons !" évolue dans cette saison. Les deux pigeons animés Kevin et René répondent toutes les semaines aux questions plus ou moins sérieuses des téléspectateurs et des internautes. Les deux personnages ont même leur propre compte twitter[4] et un blog[5] où ils donnent tous les jours des bons plans de consommation.
- 60 millions de Pigeons 
 L'émission met en image le courrier des lecteurs du magazine 60 millions de consommateurs. Mise en scène comme une reconstitution, la rubrique illustre avec humour et bons conseils le courrier des lecteurs du magazine.
- L’Emmerdeur
 Même rubrique que les saisons précédentes.
- Le contrôle technique des pigeons 
 Même rubrique que la saison précédente.

## Audience
L'audience moyenne du programme est de 350 000 téléspectateurs soit 1,3 % de part de marché lors des diffusions des inédits. L'émission bat une première fois son record historique d'audience le 25 avril 2016 avec 472 000 téléspectateurs et 1,9 % de part de marché puis une seconde fois le 16 mai 2016 avec 498 000 téléspectateurs et 2 % de part de marché.
En avril 2016 l'arrêt de l’émission est annoncée en raison d'un changement de ligne éditoriale de la chaîne France 4. France 4 passe d'une ligne éditoriale basée sur les nouvelles écritures à une ligne basée sur la jeunesse. Cet arrêt est contesté par les journalistes de l'émission.

## Retour de l’émission
Le 25 juin 2017, Sébastien Abdelhamid crée sa chaîne YouTube « L’emmerdeur le retour » En juin 2018, avec 182 945 abonnés le chroniqueur Sébastien-Abdelhamid annonce sur sa chaîne Youtube le retour de l'émission, qui est prévu le 1er octobre 2018. Le 4 juillet 2018, une bande annonce est publiée sur la chaine YouTube de l’émission ou on y voit quelques chroniqueurs de l’émission.
Le 12 septembre 2018, sur la chaîne Youtube de France.tv Slash, est annoncé officiellement le retour de l'émission pour le 1er octobre 2018. Le 1er octobre 2018 une première émission sur France.tv Slash est disponible (L’emmerdeur : les smartphones ont-ils la mémoire annoncée ?) d'une durée de 7 minutes et 51 secondes.

## Liste des émissions

### Saison 1
1. 18 mars 2014[12]
2. 25 mars 2014[13]
3. 1er avril 2014[14]
4. 08 avril 2014[15]
5. 15 avril 2014[16]
6. 22 avril 2014[17]
7. 29 avril 2014[18]
8. 6 mai 2014[19]
9. 13 mai 2014[20]
10. 20 mai 2014[21]
11. 27 mai 2014[22]
12. 9 juin 2014[23]

### Saison 2
1. C'est la rentrée: les pigeons cassent les prix[24]
2. Les Pigeons cherchent du boulot[25]
3. Les pigeons sont dans le pré[26]
4. Les Pigeons font du sport[27]
5. Les pigeons sèchent les cours[28]
6. Les Pigeons vous répondent[29]
7. Les Pigeons restent chez eux[30]
8. Les Pigeons aiment les animaux[31]
9. Les Pigeons font la fête[32]
10. Les pigeons passent à table[33]
11. Les Pigeons ont des enfants[34]
12. Les pigeons prennent les transports[35]
13. Les Pigeons prennent des vacances[36]
14. Les pigeons évitent le gaspillage[37]
15. Les pigeons prennent soin d'eux[38]
16. Les pigeons ont des gouts de luxe[39]
17. Les pigeons se cultivent[40]
18. Les pigeons font la teuf[41]
19. Les pigeons partent en weekend[42]
20. Les pigeons jouent les radins[43]
21. Les pigeons font leur nid[44]
22. Les pigeons jouent les ados[45]
23. Les pigeons arrêtent tout[46]
24. Le best of des pigeons[47]

### Saison 3
1. Le retour des Pigeons[48]
2. Les Pigeons sont pleins d'énergie[49]
3. Les Pigeons sont dans l'air du temps[50]
4. Les pigeons passent à la banque[51]
5. Les pigeons s'occupent de tout[52]
6. Les pigeons regardent ce que vous consommez[53]
7. Les pigeons vous suivent toute la journée[54]
8. Les pigeons font leur cinéma[55]
9. Les pigeons sont gourmands[56]
10. Les pigeons se posent des questions[57]
11. Les pigeons lisent les étiquettes[58]
12. Les pigeons balancent[59]
13. Les pigeons partent en immersion[60]
14. Les pigeons révèlent tout[61]
15. Les Pigeons goutent à tout[62]
16. Les Pigeons jouent collectif[63]
17. La 50e des Pigeons[64]
18. Les Pigeons expérimentent tout[65]
19. Les Pigeons deviennent sérieux[66]
20. Les Pigeons posent trop de questions[67]
21. Les Pigeons vous aident à mieux consommer[68]
22. Les pigeons font des expériences[69]
23. Les Pigeons déballent tout[70]
24. Les Pigeons cherchent le bon prix[71]
25. Les Pigeons préparent le départ[72]
26. Les Pigeons se mêlent de vos repas[73]
27. La dernière des Pigeons [74]
28. Best Of[75]

### Saison 4 (2022)
1. 18 choses à savoir sur les factures d'électricité[76]
2. Comment bien choisir sa salle de sport ?
3. Premier emploi : comment le décrocher à coups sûrs ?
4. 6 pièges à éviter avec son forfait de téléphone
5. 8 astuces pour arrondir ses fins de mois
6. Les 6 grands abus du Greenwashing
7. Comment voyager pas cher ?
8. Chaussures de running, les 5 questions à se poser
9. L'argent liquide va-t-il disparaitre ?
10. Sommeil : 5 solutions censées nous aider
11. CBD quels sont les effets ?
12. Soldes, les 5 infos à connaître
13. Marché du bien-être : les 5 pièges à éviter
14. Cigarettes Électroniques : quand l'industrie cible les mineurs
15. 10 astuces pour payer moins cher ses courses
16. Acheter son matériel informatique moins cher
17. 5 astuces pour réduire sa consommation de plastique
18. Viandes : 5 pièges à éviter
19. Fast-food : 3 raisons de s'en méfier encore plus
20. Dépannage d'urgence : 5 pièges à éviter

### Saison 5 (2024):On n'est toujours pas des pigeons!
1. Shrinkflation : Payer plus pour manger Moins
2. Stage et harcèlement : le #metoo des stagiaires ?
3. Un job étudiant en 3 clics ?
4. Stage étudiant ou Emploi déguisé
5. Tous victimes de discriminations ?
6. L'éco-anxiété : un signal d’alarme !
7. Handicap et accessibilité : Paris en roue libre !
8. Moins de 25 ans et en dépression : Le nouveau fléau !
9. Les jeunes et la précarité alimentaire
10. Les jeunes et la pénurie de médecins

## Récompenses
L'émission a reçu le prix du meilleur magazine et documentaire en 2015 lors de la première cérémonie des Gold Prix de la TNT (une récompense de télévision française, remise par la société Live Production). L'émission est de nouveau nommée dans cette catégorie pour l'édition 2016.